# Xeno-canto
xeno-canto este un proiect de știință cetățenească și depozit de informații în care voluntarii înregistrează, încarcă și adnotează înregistrări ale cântece de pasăre și apeluri de păsări. De când a început în 2005, a colectat peste 575.000 de înregistrări audio de la mai mult de 10.000 de specii din întreaga lume și a devenit una dintre cele mai mari colecții de sunete de păsări din lume. Toate înregistrările sunt publicate sub una dintre licențele Creative Commons, inclusiv unele cu Licență gratuitălicențe gratuite. Fiecare înregistrare de pe site este însoțită de o spectrogramă și date de localizare pe o hartă care afișează variația geografică.
Datele provenite de la xeno-canto au fost reutilizate în multe (câteva mii) de lucrări științifice. It has also been the source of data for an annual challenge on automatic birdsong recognition ("BirdCLEF") since 2014, conducted as part of the Conference and Labs of the Evaluation Forum.
Site-ul web este susținut de o serie de instituții academice și de birdwatching⁠(en)[traduceți] din întreaga lume, sprijinul său principal fiind în Țările de Jos.